# Ocnogyna leprieuri
Ocnogyna leprieuri är en fjärilsart som beskrevs av Charles Oberthür 1878. Ocnogyna leprieuri ingår i släktet Ocnogyna och familjen björnspinnare. Inga underarter finns listade i Catalogue of Life.